# Meioneta angulata
Meioneta angulata är en spindelart som först beskrevs av James Henry Emerton 1882.  Meioneta angulata ingår i släktet Meioneta och familjen täckvävarspindlar. Inga underarter finns listade i Catalogue of Life.